# Kendrey Gábor
Kendrey Gábor (Budapest, 1929. október 6. – Budapest, 2019. február 3.) magyar orvos, patológus, egyetemi tanár; az orvostudományok kandidátusa (1966), az orvostudományok doktora (1978).

## Életútja
Kendrey Gyula és Zeitler Ida gyermekeként született. Ötéves koráig Budapesten élt, majd szüleivel előbb Gönyűre, néhány évvel később Komáromba költözött. A Komáromi Állami Koedukált Gimnáziumban érettségizett (1947). 1953-ban a Budapesti Orvostudományi Egyetemen szerzett diplomát. Ezután két évig a Budapesti Rendőr-főkapitányság (BRFK) Bűnügyi Orvoscsoportjánál dolgozott főhadnagyként. 1955 és 1970 között a BOTE 1. számú Kórbonctani és Kísérleti Rákkutató Intézetének tanársegédje, majd adjunktusa volt. 1970–71-ben az Országos Munkaegészségügyi Intézet osztályvezetője volt. 1971 és 1985 között a Fővárosi László Kórház osztályvezető kórboncnok főorvosaként tevékenykedett. 1986 januárjától 1996-ig az Orvostovábbképző Intézet Kórbonctani és Kórszövettani Intézetét vezette. 1989 és 1992 között az Orvostovábbképző Intézet első dékánja, 1990 és 1995 között a Magyar Patológiai Társaság és a Patológus Szakmai Kollégium elnöke volt. 1994-től a Haynal Imre Egészségtudományi Egyetem (HIETE) Doktori Iskolájának elnöke, majd a Semmelweis Orvostudományi Egyetem (SOTE)-HIETE Doktori Iskolájának tagja volt. 2001-ben Papp Zoltán meghívására az Egészségügyi Tudományos Tanács Tudományos és Kutatásetikai Bizottságának tagja lett.
Fő érdeklődési területei a májpatológia és a daganatkutatás.

## Művei
- A pancreas fibrocysticus betegsége. Kalabay Lászlóval, Schuler Dezsővel, ifj. Balogh Károllyal. (Gyermekgyógyászat, 1955, 6.)
- Virushepatitis szerepe az elsődleges májrák keletkezésében. (Orvosi Hetilap, 1957, 45.)
- Vírushepatitis szerepe a cirrhosis keletkezésében. Baló Józseffel, Besznyák Istvánnal. (Orvosi Hetilap, 1957, 47.)
- Kísérletes vizsgálatok a DBM (R13) (1,6-bis (2-bromaethylamino) -1.6-desoxy - D-mannit dibromhydrat) daganatnövekedést gátló hatásáról. Baló Józseffel, Juhász Jenővel, Besznyák Istvánnal. (Orvosi Hetilap, 1960, 5.)
- A köszvényes vesére vonatkozó klinikai és pathológiai megfigyelések. Pogátsa Gáborral, Benedict Jánossal. (Orvosi Hetilap, 1961, 7.)
- A Zuckerkandl-szerv terhességgel szövődött malignus paragangliomája. Husvéti Sándorral. (Orvosi Hetilap, 1961, 18.)
- Újabb cytostaticus hatású anyagok kísérletes vizsgálata. Baló Józseffel, Juhász Jenővel, Gyenes Gézával, Sellyei Mihállyal. (Orvosi Hetilap, 1962, 6.)
- Elsődleges májdaganatok időszerű kérdései (humánpathológiai és experimentális vizsgálatok). Kandidátusi értekezés. 1966
- Kórszövettani vizsgálatok a vírus hepatitis kóroktanára vonatkozó állatkísérletekben. Baló Józseffel, Sellyei Mihállyal és Bajtai Attilával. (Orvosi Hetilap, 1966, 10.)
- Budd–Chiari-betegség és Budd–Chiari-syndroma. Szentner Júliával. (Magyar Belorvosi Archívum, 1968)
- A cadmium toxicitása emberben és kísérleti állatokban. Társszerző: Roe Francis J. C. (Orvosi Hetilap, 1970, 20.)
- Mastopathia cystica kialakulása fiatal nőben fogamzásgátló szedése kapcsán. Kollár Lászlóval. (Magyar Nőorvosok Lapja, 1973, 1.)
- A lymphocytákra, az Au/SH antigenre és a máj szöveti antigénjeire ható ellenanyagok vizsgálata chronicus májbetegségekben. Többekkel. (Orvosi Hetilap, 1974, 19.)
- Gyógyszeres májkárosodás morphológiai spectruma. Fény- és elektronmikroszkópos tanulmány. László Barnabással. (Magyar Belorvosi Archívum, 1975)
- Fény- és elektronmikroszkópos májsejt elváltozásokLindán hatásnak kitett egyén hevenymájkárosodásában. László Barnabással, Horváth Dezsővel. (Morphológiai és Igazságügyi Orvosi Szemle, 1975, 3.)
- Intranuclearis vírusszerű képletek HBSAG és IHXAG negatív acut hepatitisben (hepatitis C ?). Hollós Ivánnal, László Barnabással. (Orvosi Hetilap, 1976, 48.)
- Az emberi máj morphológiai reakciói károsító behatásokra. Doktori értekezés. 1978
- Prodectint szedők heveny májkárosodása. László Barnabással. (Orvosi Hetilap, 1978, 4.)
- Vírusok elektronmikroszkópos kimutatásának jelentősége és lehetőségei boncolási anyagban. (Orvosi Hetilap, 1978, 20.)
- Phenlaxin tartalmú hashajtót szedők chronicus aktív hepatitise. (Orvosi Hetilap, 1979, 19.)
- Depressant (dihydralazin sulfuricum) szedők heveny májkárosodása. László Barnabással. (Orvosi Hetilap, 1981, 52.)
- Q-láz és granulomás hepatitis. Mikola Istvánnal, Ferencz Adrienne-nel, Kovács Margittal. (Orvosi Hetilap, 1982, 41.)
- Heveny májkárosodás Antaethyl-lel végzett alkohol-elvonó kezelés során. László Barnabással. (Orvosi Hetilap, 1984, 19.)
- Baló József emlékezete. Szende Bélával. (Orvosi Hetilap, 1996, 2.)
- A Wilson-kór diagnosztikájának problémái. Többekkel. (Orvosi Hetilap, 1996, 8.)
- Gyógyszerek által okozott hepatológiai szindrómák szövettani megjelenése. (Magyar Belorvosi Archívum, 1998, 2.)

## Díjai, elismerései
- Markusovszky-díj (1979)
- Kiváló orvos (1980)
- Gerlóczy Zsigmond-emlékérem (1985)
- Baló József-emlékérem (1989)
- Magyar Gasztroenterológiai Társaság Emlékérme (1990)
- Genersich Antal-emlékérem (1994)
- Felsőoktatási Emlékérem (1996)
- Batthyány-Strattmann László-díj (2002)
- Magyar Vitézi Rend tagja (2013)
- Pro Universitate ezüst fokozata (2017)